# Pietro Gravina
Pietro Gravina (ur. 16 grudnia 1749 w Montevago, zm. 6 grudnia 1830 w Palermo) – włoski kardynał.

## Życiorys
Urodził się 16 grudnia 1749 roku w Montevago, jako syn Giovanniego Graviny Moncady i Eleonory Napoli di Montaperto. Studiował na la Sapienzy, gdzie uzyskał doktorat utroque iure. Następnie został referendarzem Trybunału Obojga Sygnatur i protonotariuszem apostolskim. 7 kwietnia 1792 roku przyjął święcenia kapłańskie. 12 września 1794 roku został tytularnym arcybiskupem Nicei, a dwa dni później przyjął sakrę. W latach 1794–1800 był nuncjuszem w Szwajcarii, a w okresie 1803–1816 – w Hiszpanii. Z powodu konfliktu z Ludwikiem Marią Burbonem y Vallabrigą od 1812 do 1813 roku przebywał na wygnaniu w Portugalii. 8 marca 1816 roku został kreowany kardynałem prezbiterem i otrzymał kościół tytularny San Lorenzo in Panisperna. W tym samym roku został arcybiskupem Palermo. Zmarł tamże 6 grudnia 1830 roku.